# Juraj Kaliňák
Juraj Kaliňák (13. července 1899 – 7. srpna 1980) byl československý politik a poslanec Národního shromáždění za Republikánskou stranu zemědělského a malorolnického lidu (agrárníky).

## Biografie
Podle údajů k roku 1930 byl profesí zemědělcem ve Vyšném Svidníku.
V parlamentních volbách v roce 1929 získal mandát v Národním shromáždění.